# Mistrovství světa v rychlobruslení juniorů 2011
Mistrovství světa v rychlobruslení juniorů 2011 se konalo od 25. do 27. února 2011 na otevřené rychlobruslařské dráze ve finském Seinäjoki. Celkově se jednalo o 40. světový šampionát pro chlapce a 39. pro dívky. Českou výpravu tvořili Roman Vodička a Karolína Erbanová.
| Program                                                  | Program                                                                    | Program                                                         |
| -------------------------------------------------------- | -------------------------------------------------------------------------- | --------------------------------------------------------------- |
| 25. února                                                | 26. února                                                                  | 27. února                                                       |
| 500 m dívky 500 m chlapci 1 500 m dívky 3 000 m chlapci2 | 500 m chlapci1 1 000 m dívky 1 500 m chlapci 3 000 m dívky 5 000 m chlapci | 500 m dívky1 1 000 m chlapci1 družstva chlapci1 družstva dívky1 |

1 závody, které se nezapočítávaly do víceboje
2 závod, který byl pouze součástí víceboje

## Chlapci
| Pořadí           | Jméno                       | Země        | Čas 1       | Čas 2       | Celkový čas |
| ---------------- | --------------------------- | ----------- | ----------- | ----------- | ----------- |
| Zlatá medaile    | Kim Song-kju                | Jižní Korea | 36,68 (1.)  | 36,77 (1.)  | 73,450      |
| Stříbrná medaile | Laurent Dubreuil            | Kanada      | 36,71 (2.)  | 36,85 (2.)  | 73,560      |
| Bronzová medaile | Cubasa Hasegawa             | Japonsko    | 36,97 (3.)  | 37,38 (3.)  | 74,350      |
| 4.               | Denis Koval                 | Rusko       | 37,07 (4.)  | 37,47 (4.)  | 74,540      |
| 5.               | Šunsuke Nakamura            | Japonsko    | 37,39 (5.)  | 37,77 (6.)  | 75,160      |
| 6.               | David Bosa                  | Itálie      | 37,64 (9.)  | 37,70 (5.)  | 75,340      |
| 7.               | Kim Tche-jun                | Jižní Korea | 37,42 (6.)  | 38,10 (8.)  | 75,520      |
| 8.               | Martin Corbett              | Kanada      | 37,62 (8.)  | 38,66 (12.) | 76,280      |
| 9.               | Håvard Holmefjord Lorentzen | Norsko      | 37,71 (10.) | 38,66 (12.) | 76,370      |
| 10.              | Niels Olivier               | Nizozemsko  | 37,96 (11.) | 38,50 (11.) | 76,460      |

| Pořadí           | Jméno                       | Země        | Celkový čas |
| ---------------- | --------------------------- | ----------- | ----------- |
| Zlatá medaile    | Kim Song-kju                | Jižní Korea | 1:13,95     |
| Stříbrná medaile | Tommi Pulli                 | Finsko      | 1:14,90     |
| Bronzová medaile | Maurice Vriend              | Nizozemsko  | 1:14,91     |
| 4.               | Håvard Holmefjord Lorentzen | Norsko      | 1:15,03     |
| 5.               | Martin Corbett              | Kanada      | 1:15,19     |
| 6.               | Laurent Dubreuil            | Kanada      | 1:15,22     |
| 7.               | Thomas Krol                 | Nizozemsko  | 1:15,36     |
| 8.               | Kim Tche-jun                | Jižní Korea | 1:15,87     |
| 9.               | Cubasa Hasegawa             | Japonsko    | 1:16,21     |
| 10.              | Jaroslav Vikulin            | Rusko       | 1:16,53     |

| Pořadí           | Jméno                       | Země        | Celkový čas |
| ---------------- | --------------------------- | ----------- | ----------- |
| Zlatá medaile    | Sverre Lunde Pedersen       | Norsko      | 1:54,71     |
| Stříbrná medaile | Li Paj-lin                  | Čína        | 1:55,25     |
| Bronzová medaile | Håvard Holmefjord Lorentzen | Norsko      | 1:55,57     |
| 4.               | Thomas Krol                 | Nizozemsko  | 1:56,25     |
| 5.               | Simen Spieler Nilsen        | Norsko      | 1:56,37 (4) |
| 5.               | Pak Sok-min                 | Jižní Korea | 1:56,37 (4) |
| 7.               | Maurice Vriend              | Nizozemsko  | 1:56,44     |
| 8.               | Kristian Reistad Fredriksen | Norsko      | 1:56,80     |
| 9.               | Tommi Pulli                 | Finsko      | 1:57,19     |
| 10.              | Frank Hermans               | Nizozemsko  | 1:57,34     |
|                  |                             |             |             |
| 45.              | Roman Vodička               | Česko       | 2:05,79     |

| Pořadí | Jméno                       | Země        | Celkový čas |
| ------ | --------------------------- | ----------- | ----------- |
| 1.     | Sverre Lunde Pedersen       | Norsko      | 3:55,85     |
| 2.     | Kristian Reistad Fredriksen | Norsko      | 3:56,80     |
| 3.     | Simen Spieler Nilsen        | Norsko      | 3:57,57     |
| 4.     | Frank Hermans               | Nizozemsko  | 3:59,81     |
| 5.     | Maurice Vriend              | Nizozemsko  | 4:01,34     |
| 6.     | Pak Sok-min                 | Jižní Korea | 4:02,56 (0) |
| 7.     | Li Paj-lin                  | Čína        | 4:02,56 (2) |
| 8.     | Alexej Suvorov              | Rusko       | 4:04,64     |
| 9.     | Šóta Nakamura               | Japonsko    | 4:05,74     |
| 10.    | Thomas Krol                 | Nizozemsko  | 4:06,34     |

| Pořadí           | Jméno                       | Země        | Celkový čas |
| ---------------- | --------------------------- | ----------- | ----------- |
| Zlatá medaile    | Sverre Lunde Pedersen       | Norsko      | 6:51,07     |
| Stříbrná medaile | Kristian Reistad Fredriksen | Norsko      | 6:51,17     |
| Bronzová medaile | Simen Spieler Nilsen        | Norsko      | 6:53,06     |
| 4.               | Maurice Vriend              | Nizozemsko  | 6:53,66     |
| 5.               | Frank Hermans               | Nizozemsko  | 6:57,40     |
| 6.               | Pak Sok-min                 | Jižní Korea | 6:59,46     |
| 7.               | Li Paj-lin                  | Čína        | 7:00,77     |
| 8.               | Šóta Nakamura               | Japonsko    | 7:03,71     |
| 9.               | Thomas Krol                 | Nizozemsko  | 7:04,72     |
| 10.              | Takuro Oda                  | Japonsko    | 7:05,96     |

| Pořadí           | Jméno | Čas ve finále | Čas v rozjížďce |
| ---------------- | --- | ------------- | --------------- |
| Zlatá medaile    | Nizozemsko Frank Hermans, Thomas Krol, Aron Romeijn, Maurice Vriend                                           | 4:11,30       | 4:05,14         |
| Stříbrná medaile | Norsko Kristian Reistad Frederiksen, Håvard Holmefjord Lorentzen, Simen Spieler Nilsen, Sverre Lunde Pedersen | 4:41,50       | 4:04,13         |
| Bronzová medaile | Japonsko Džunja Miwa, Takuro Oda, Šóta Nakamura, Šunsuke Nakamura                                             | 4:06,99       | 4:08,25         |
| 4.               | Rusko Jaroslav Vikulin, Alexej Suvorov, Kirill Golubjev, Anatolij Čečetov                                     | 4:13,51       | 4:11,16         |
| 5.               | Čína Li Paj-lin, Čang Chaj-ming, Čang Wen-ming                                                                | —             | 4:11,40         |
| 6.               | Jižní Korea Ko Te-hun, I Čin-jong, Pak Sok-min, Kim Tche-jun                                                  | —             | 4:11,86         |
| 7.               | Itálie Andrea Giovannini, Matteo Signora, Andrea Stefani, David Bosa                                          | —             | 4:12,95         |
| 8.               | Německo Jonas Pflug, Willi Koschel, Lukas Tauchmann, Philipp Steinert                                         | —             | 4:13,15         |
| 9.               | Kanada Martin Corbett, Alec Janssens, Connor McConvey, Laurent Dubreuil                                       | —             | 4:13,84         |
| 10.              | Kazachstán Nikita Stavcev, Alexej Serjogin, Andrej Ivanjuk, Darsil Essamambo                                  | —             | 4:16,93         |

### Celkové výsledky víceboje
- Závodu se zúčastnilo 28 závodníků.

| Pořadí           | Jméno                       | Země        | 500 m       | 3 000 m       | 1 500 m       | 5 000 m       | Počet bodů |
| Zlatá medaile    | Sverre Lunde Pedersen       | Norsko      | 37,66 (5.)  | 3:55,85 (1.)  | 1:54,71 (1.)  | 6:51,07 (1.)  | 156,311    |
| Stříbrná medaile | Simen Spieler Nilsen        | Norsko      | 38,33 (13.) | 3:57,57 (3.)  | 1:56,37 (4.)  | 6:53,06 (3.)  | 158,021    |
| Bronzová medaile | Kristian Reistad Fredriksen | Norsko      | 38,61 (17.) | 3:56,80 (2.)  | 1:56,80 (7.)  | 6:51,17 (2.)  | 158,126    |
| 4.               | Maurice Vriend              | Nizozemsko  | 38,01 (7.)  | 4:01,34 (5.)  | 1:56,44 (6.)  | 6:53,66 (4.)  | 158,412    |
| 5.               | Li Paj-lin                  | Čína        | 37,57 (3.)  | 4:02,56 (7.)  | 1:55,25 (2.)  | 7:00,77 (7.)  | 158,489    |
| 6.               | Pak Sok-min                 | Jižní Korea | 38,22 (8.)  | 4:02,56 (6.)  | 1:56,37 (4.)  | 6:59,46 (6.)  | 159,382    |
| 7.               | Frank Hermans               | Nizozemsko  | 38,57 (16.) | 3:59,81 (4.)  | 1:57,34 (9.)  | 6:57,40 (5.)  | 159,391    |
| 8.               | Thomas Krol                 | Nizozemsko  | 37,84 (6.)  | 4:06,34 (10.) | 1:56,25 (3.)  | 7:04,72 (9.)  | 160,118    |
| 9.               | Šóta Nakamura               | Japonsko    | 38,46 (15.) | 4:05,74 (9.)  | 1:57,94 (13.) | 7:03,71 (8.)  | 161,100    |
| 10.              | Džunja Miwa                 | Japonsko    | 37,15 (1.)  | 4:08,86 (13.) | 1:57,73 (11.) | 7:17,14 (15.) | 161,583    |

## Dívky
| Pořadí           | Jméno               | Země        | Čas 1       | Čas 2        | Celkový čas |
| ---------------- | ------------------- | ----------- | ----------- | ------------ | ----------- |
| Zlatá medaile    | Karolína Erbanová   | Česko       | 40,37 (2.)  | 40,34 (1.)   | 80,710      |
| Stříbrná medaile | Jekatěrina Ajdovová | Kazachstán  | 40,31 (1.)  | 40,661 (3.)  | 80,970      |
| Bronzová medaile | Kim Hjon-jong       | Jižní Korea | 40,83 (4.)  | 40,669 (2.)  | 81,610      |
| 4.               | Erine Kamijaová     | Japonsko    | 41,19 (5.)  | 41,37 (6.)   | 82,560      |
| 5.               | Hanne Hauglandová   | Norsko      | 40,83 (3.)  | 42,11 (16.)  | 82,940      |
| 6.               | Letitia de Jongová  | Nizozemsko  | 41,93 (12.) | 41,14 (4.)   | 83,070      |
| 7.               | Hege Bøkková        | Norsko      | 41,61 (8.)  | 41,630 (10.) | 83,240      |
| 8.               | Jenessa Kempová     | Kanada      | 41,65 (9.)  | 41,639 (11.) | 83,280      |
| 9.               | Kali Christová      | Kanada      | 41,79 (10.) | 41,54 (9.)   | 83,330      |
| 10.              | Moniek Klijnstraová | Nizozemsko  | 42,19 (16.) | 41,19 (5.)   | 83,380      |

| Pořadí           | Jméno               | Země        | Celkový čas |
| ---------------- | ------------------- | ----------- | ----------- |
| Zlatá medaile    | Karolína Erbanová   | Česko       | 1:21,41     |
| Stříbrná medaile | Hege Bøkková        | Norsko      | 1:22,32     |
| Bronzová medaile | Kali Christová      | Kanada      | 1:22,40     |
| 4.               | Lotte van Beeková   | Nizozemsko  | 1:22,45     |
| 5.               | Pien Keulstraová    | Nizozemsko  | 1:22,58     |
| 6.               | Kim Hjon-jong       | Jižní Korea | 1:22,67     |
| 7.               | Miho Takagiová      | Japonsko    | 1:23,04     |
| 8.               | Pak To-jong         | Jižní Korea | 1:23,25     |
| 9.               | Jekatěrina Ajdovová | Kazachstán  | 1:23,27     |
| 10.              | Kim Po-rum          | Jižní Korea | 1:23,37     |

| Pořadí           | Jméno             | Země        | Celkový čas |
| ---------------- | ----------------- | ----------- | ----------- |
| Zlatá medaile    | Karolína Erbanová | Česko       | 2:03,86     |
| Stříbrná medaile | Pien Keulstraová  | Nizozemsko  | 2:04,94     |
| Bronzová medaile | Hege Bøkková      | Norsko      | 2:05,05     |
| 4.               | Lotte van Beeková | Nizozemsko  | 2:05,17     |
| 5.               | Kali Christová    | Kanada      | 2:05,73     |
| 6.               | Pak To-jong       | Jižní Korea | 2:06,16     |
| 7.               | Kim Po-rum        | Jižní Korea | 2:06,17     |
| 8.               | Miho Takagiová    | Japonsko    | 2:06,55     |
| 9.               | Misaki Ošigiriová | Japonsko    | 2:07,01     |
| 10.              | Im Čong-su        | Jižní Korea | 2:07,36     |

| Pořadí           | Jméno             | Země        | Celkový čas |
| ---------------- | ----------------- | ----------- | ----------- |
| Zlatá medaile    | Pak To-jong       | Jižní Korea | 4:21,51     |
| Stříbrná medaile | Kim Po-rum        | Jižní Korea | 4:23,55     |
| Bronzová medaile | Pien Keulstraová  | Nizozemsko  | 4:25,81     |
| 4.               | Miho Takagiová    | Japonsko    | 4:28,00     |
| 5.               | Lotte van Beeková | Nizozemsko  | 4:29,75     |
| 6.               | Im Čong-su        | Jižní Korea | 4:31,54     |
| 7.               | Hege Bøkková      | Norsko      | 4:32,50     |
| 8.               | Misaki Ošigiriová | Japonsko    | 4:32,95     |
| 9.               | Irene Schoutenová | Nizozemsko  | 4:33,46     |
| 10.              | Čchang Čchao      | Čína        | 4:34,39     |
|                  |                   |             |             |
| 11.              | Karolína Erbanová | Česko       | 4:35,16     |

### Stíhací závod družstev
- Závod nebyl součástí víceboje.
- Závodu se zúčastnilo 11 týmů.

| Pořadí           | Jméno                                                                                     | Čas ve finále | Čas v rozjížďce |
| ---------------- | ----------------------------------------------------------------------------------------- | ------------- | --------------- |
| Zlatá medaile    | Jižní Korea Kim Hjon-jong, Kim Po-rum, Im Čong-su, Pak To-jong                            | 3:14,95       | 3:18,82         |
| Stříbrná medaile | Japonsko Nacumi Kadová, Misaki Ošigiriová, Miho Takagiová, Nana Takahašiová               | 3:18,66       | 3:19,27         |
| Bronzová medaile | Kanada Kali Christová, Kate Hanlyová, Jenessa Kempová, Brianne Tuttová                    | 3:22,78       | 3:24,92         |
| 4.               | USA Petra Ackerová, Mary Graceová, Rebekah Dyrudová, Jerica Tandimanová                   | 3:23,37       | 3:25,33         |
| 5.               | Čína Čchang Čchao, Sü Kche, Čao Sin, Liou Fej-thung                                       | —             | 3:26,18         |
| 6.               | Rusko Taťjana Ušakovová, Olga Danilovová, Varvara Jakovlevová, Angelina Golikovová        | —             | 3:27,44         |
| 7.               | Itálie Francesca Bettroneová, Paola Simionatová, Valentina D'Elettová, Yvonne Daldossiová | —             | 3:30,19         |
| 8.               | Kazachstán Jekatěrina Ajdovová, Taťjana Sokirková, Viktorija Lugová, Irina Šumichinová    | —             | 3:32,56         |
| 9.               | Německo Jessica Beckertová, Doreen Lambová, Miriam Neumannová                             | —             | 3:33,11         |
| 10.              | Polsko Angelika Fudalejová, Aleksandra Kapruziaková, Lillian Iwaniszynová                 | —             | 3:34,08         |

### Celkové výsledky víceboje
- Závodu se zúčastnilo 26 závodnic.

| Pořadí           | Jméno             | Země        | 500 m       | 1 500 m       | 1 000 m       | 3 000 m       | Počet bodů |
| Zlatá medaile    | Karolína Erbanová | Česko       | 40,37 (1.)  | 2:03,86 (1.)  | 1:21,41 (1.)  | 4:35,16 (11.) | 168,221    |
| Stříbrná medaile | Pien Keulstraová  | Nizozemsko  | 41,75 (6.)  | 2:04,94 (2.)  | 1:22,58 (5.)  | 4:25,81 (3.)  | 168,987    |
| Bronzová medaile | Lotte van Beeková | Nizozemsko  | 41,50 (4.)  | 2:05,17 (4.)  | 1:22,45 (4.)  | 4:29,75 (5.)  | 169,406    |
| 4.               | Miho Takagiová    | Japonsko    | 41,24 (2.)  | 2:06,55 (8.)  | 1:23,04 (6.)  | 4:28,00 (4.)  | 169,609    |
| 5.               | Kim Po-rum        | Jižní Korea | 41,97 (9.)  | 2:06,17 (7.)  | 1:23,37 (8.)  | 4:23,55 (2.)  | 169,636    |
| 6.               | Hege Bøkková      | Norsko      | 41,61 (5.)  | 2:05,05 (3.)  | 1:22,32 (2.)  | 4:32,50 (7.)  | 169,869    |
| 7.               | Pak To-jong       | Jižní Korea | 43,04 (22.) | 2:06,16 (6.)  | 1:23,25 (7.)  | 4:21,51 (1.)  | 170,303    |
| 8.               | Misaki Ošigiriová | Japonsko    | 41,32 (3.)  | 2:07,01 (9.)  | 1:23,67 (9.)  | 4:32,95 (8.)  | 170,982    |
| 9.               | Kali Christová    | Kanada      | 41,79 (7.)  | 2:05,73 (5.)  | 1:22,40 (3.)  | 4:41,09 (16.) | 171,748    |
| 10.              | Im Čong-su        | Jižní Korea | 43,34 (29.) | 2:07,36 (10.) | 1:24,04 (11.) | 4:31,54 (6.)  | 173,069    |